# Ogof Ffynnon Ddu
Die Ogof Ffynnon Ddu (deutsch „Höhle der Schwarzen Quelle“) ist eine Tropfsteinhöhle in der Nähe der Ortschaft Penwyllt in der Community Tawe-Uchaf im südlichen Teil der Brecon Beacons in Wales. Mit einer maximalen Tiefe von 308 Metern ist sie die tiefste und mit einer Länge von etwa 50 Kilometern zugleich die drittlängste Höhle im Vereinigten Königreich. Sie wird seit ihrer Entdeckung 1946 vom South Wales Caving Club (walisisch: Clwb Ogofeydd Deheudir Cymru) verwaltet, der das Höhlensystem erforscht und in die Abschnitte OFD I (südwestlicher Teil), OFD II (Mittelteil) und OFD III (nordöstlicher Teil) gegliedert hat.
Es existieren drei Haupteingänge in das Höhlensystem: Der Bottom Entrance liegt am südwestlichen Ende, Cwm Dŵr („Tal des Wassers“) im südwestlichen Teil des Abschnitts OFD II und der Top Entrance im Nordosten von OFD II. Die Eingänge sind vergittert und dürfen nur mit Erlaubnis des South Wales Caving Club passiert werden; zum einen, um Vandalismus zu verhindern, zum anderen, um unvorsichtige oder schlecht ausgerüstete Wanderer zu schützen. Auch eine Genehmigung des Countryside Council for Wales ist notwendig, da sich die Höhle auf dessen Land befindet.

## Geologie
Die Höhle besteht überwiegend aus Kalkstein. Sie entstand mitsamt der umliegenden Landschaft vor etwa 350 Millionen Jahren.
In der Ogof Ffynnon Ddu wächst mit dem fünf Meter langen Trident der längste Stalaktit im Vereinigten Königreich. Er befindet sich in der Tropfsteinformation The Columns („Die Säulen“) im Abschnitt OFD II.

## Geschichte
Die Ogof Ffynnon Ddu wurde im August 1946 von den Höhlenwanderern Peter Harvey, später Präsident des South Wales Caving Club, und Ian Nixon entdeckt. Ihnen war aufgefallen, dass nach heftigen Regengüssen Wasser aus einer Spalte zwischen den Felsen austrat; daraufhin begannen sie den Weg des Wassers zu verfolgen und stießen auf einen Höhlenarm, der heute zum Abschnitt OFD I gehört. Nach etwa 800 Metern versperrte ihnen allerdings eine Halde aus Felsbrocken den Weg, die sie nicht umgehen konnten.
Anfang der 1960er Jahre gelang es dem South Wales Caving Club, die Halde abzutragen und weiter in die Höhle vorzudringen. Dort befand sich jedoch ein überfluteter Gang, der erst 1966 durchtaucht werden konnte.
Im September 1967 schaffte es ein Team um Peter Harvey, das Höhlensystem zum ersten Mal von einem Eingang zu einem anderen zu durchklettern. Die Wanderer hatten die Höhle über den bereits 1963 entdeckten Eingang Cwm Dŵr betreten und waren nach einer knapp drei Kilometer langen Wanderung am heutigen Top Entrance wieder an die Oberfläche gekommen.
Im November 2021 löste ein nach einem Sturz in der Höhle verletzter Höhlenwanderer in der Ogof Ffynnon Ddu eine große Rettungsaktion aus. Die Unternehmung, an der knapp 250 Menschen beteiligt waren, war mit einer Dauer von etwas über 53 Stunden die bis dahin längste Höhlenrettung in Wales.

## Höhlenwanderungen
Die Höhle darf ohne Führer nur in Gruppen von höchstens sechs Personen über den Top Entrance oder Cwm Dŵr betreten werden. Der komplette Abschnitt OFD I ist ohne Führer nicht zugänglich, da dort bei Regen Überflutungsgefahr herrscht und Kletteranfänger überfordert wären. Einige Abschnitte sind völlig abgesperrt, weil die Calcitstrukturen geschützt werden sollen. Diese Abschnitte sind durch grell orangefarbene Markierungen gekennzeichnet. Außer elektrischen Lampen ist jede Form der Beleuchtung – zum Beispiel Karbidlampen – verboten.
Hier befindet sich auch die tiefste Durchgangsroute durch eine Höhle im Vereinigten Königreich; der Höhenunterschied zwischen dem Top und dem Bottom Entrance liegt bei 228 Metern.
Auf der offiziellen Website der Ogof Ffynnon Ddu (siehe Abschnitt „Weblinks“) wird eine virtuelle Tour der Höhle angeboten. Der Besucher kann sich dort durch etwa 350 Standbilder des Höhleninneren bewegen, teilweise mit in der Höhle aufgenommenen Soundeffekten wie dem Rauschen eines Baches.

## Bilder

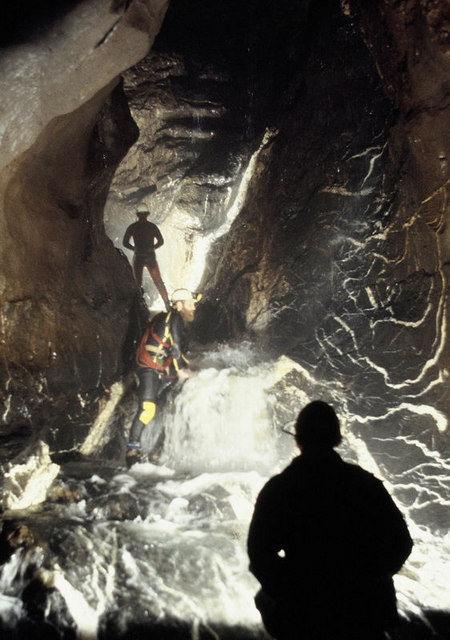
Der Streamway im Inneren der Höhle
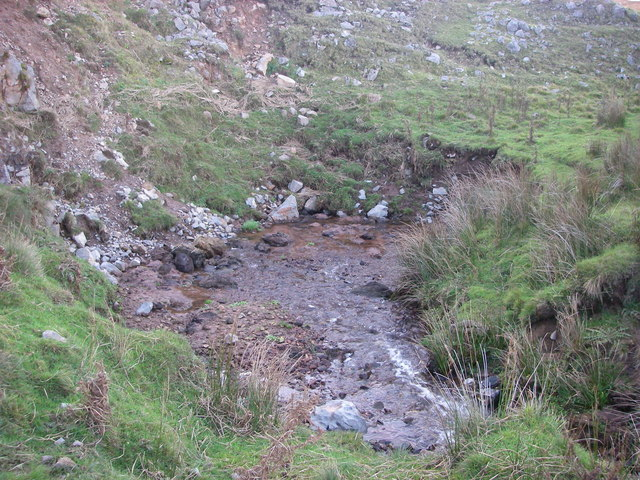
Der Teich Pwll Byfre am nordöstlichen Ende des Höhlensystems.